# Sitkagran
Sitkagran (Picea sitchensis), også skrevet Sitka-Gran, er et stedsegrønt nåletræ med en kegleformet vækst og en slank top. Grenene sidder i regelmæssige kranse med nedhængende sidegrene, og de er ofte suppleret af unge vanris. Sitkagran er opkaldt efter Sitka-øen i Alaska, og den er udpeget som det officielle statslige træ i den amerikanske stat Alaska.

## Beskrivelse
Barken er først meget lyst brun og furet. Senere bliver den grå og opsprækkende med skæl, der krummer opad ved randene. Stammer og gamle grene får en bark, som består af gråviolette, afskallende plader. Knopperne er opsvulmet ægformet og lysebrun med harpiksudsvedning.
Nålene er kortstilkede og sidder jævnt fordelt hele vejen rundt om skuddet. Senere adskilles nålene fra undersiden og står så ret ud fra kvisten. De er stive og kraftigt stikkende (deraf navnet "tidselgran"), lysegrønne med to lyse striber på undersiden. De lysegule, hanlige blomster sidder spredt i kronen i små, ægformede stande. De lyserøde, hunlige blomsterstande sidder tæt øverst i kronen. Koglerne er korte og butte med en tykmavet, cylindrisk form. Først er de lysegrønne, så lysebrune og ved modning gulbrune med tynde skæl, hvis rand er tandet. Frøene er vingede.
Rodnettet er fladt med vidtrækkende, kraftige hovedrødder og mange siderødder. Denne art er blandt de få graner, der kan danne nye skud fra gammelt ved.
Højde x bredde og årlig tilvækst: 40 x 10 m (40 x 15 cm/år).

## Hjemsted
Sitkagran er udbredt i den regnfulde Coast Range i det vestlige Nordamerika, dvs. fra Alaska til Californien. Arten er tilpasset stor nedbørsmængde, blæst og næringsfattig jordbund. Den tåler ikke megen skygge, men er modstandsdygtig overfor saltnedslag. Sitkagran findes hyppigt på de grusede bredder langs vandløb, på ur eller jorde med et tykt lag førne.
I den nordlige del af udbredelsesområdet findes arten tæt på kysten i blandede nåleskove sammen med bl.a. alaskael, busket bjergte, douglasgran, kæmpethuja, lawsoncypres, nutkacypres, oregonel, Vaccinium alaskaense (en art af bølle), vestamerikansk balsampoppel og vestamerikansk hemlock
Arten er hurtigvoksende, og Norges højeste træ er typisk en sitkagran, 50,35 meter høj, som står side om side med Norges største træ målt i kubik (28,19 kubikmeter). De to træer vokser på Fløyen i Bergen. 

## Anvendelse
Sitka-gran kan anvendes til læplantninger, hvor den trives bedst, når den står alene. Kan ved jævnlig beskæring fra ungdommen beskæres i hele levetiden. Gentilplantning efter andre arter af gran frarådes på grund af faren for svampeangreb, især Rodfordærver (Heterobasidion annosum).
| Portal | Portal:Botanik |

## Note
1. ↑  OECD Environment Directorate: Consensus Document on the Biology of Picea Sitchensis Arkiveret 18. december 2007 hos  Wayback Machine (engelsk)
2. ↑  Bergensavisen - Her står landets høyeste tre